# Luis Pedro Peña Santiago
Luis Pedro Peña Santiago (Irún 1933 - San Sebastián 1994)  fue un escritor, etnógrafo y montañero del País Vasco, España, Fue el responsable de la edición del Anuario del Folclore Vasco y el Atlas Etnográfico del País Vasco por parte de la Sociedad de Ciencias Aranzadi de la que fue presidente de la sección de etnología. Desde diferentes  medios (libros, prensa, televisión etc.) fue un  divulgador de la naturaleza, la etnografía  y la montaña. El Ayuntamiento de San Sebastián dedicó una calle en su memoria.

## Biografía
Nació en Irún y regentó una librería situada en la parte vieja de San Sebastián. Fruto de sus investigaciones enfocó su actividad principalmente a la etnografía vasca y el montañismo. Ingresó en la Sociedad de Ciencias Aranzadi llegando a ser presidente de la sección de etnología desde donde editó el Anuario de Folclore Vasco y el Atlas Etnográfico del País Vasco.
También fue miembro de la Real Sociedad Bascongada de Amigos del País y del Instituto Francisco Ibero. Como amante de la naturaleza fue miembro de la Junta Directiva  de la Sociedad Oceanográfica de Guipúzcoa donde realizaron una importante ampliación.
A partir del año 1964, escribía una crónica semanal en el periódico El Diario Vasco. La temática versaba sobre arte, arqueología , etnografía , naturaleza , montañismo , mitología e itinerarios.
Fue uno de los miembros más jóvenes de la "Academia Errante", encontrando algunos de sus trabajos en Lope de Aguirre Descuartizado y Sobre la generación del 98 . En 1992 fue condecorado con la “Medalla al Mérito” por el Ayuntamiento de San Sebastián y fue  el primer “Socio de Honor” del Club Vasco de Camping, por su labor de divulgación de la montaña vasca.
Falleció en 1994 y la ciudad de San Sebastián le honró dedicándole una calle.

## Libros editados
- La Argizaiola vasca (1964)
- Estudio Etnográfico de Urraul Alto (junto a Juan San Martín, 1966)
- Guipúzcoa olvidada (1968)
- Guipúzcoa paso a paso (1969)
- Guipúzcoa el último camino (1970)
- Arte Popular Vasco (1970)
- Fiestas tradicionales y romerías de Guipúzcoa (1973)
- Ermitas de Guipúzcoa (1975)
- Rincones de Guipúzcoa (1977)
- Al encuentro del pasado (1980)
- La campana de oro (1981)
- Entre el Golfo de Biscaya y el Ebro (1982)
- La Gran Travesía de la Divisoria (1982)
- Del Orhi al Mar (1982)
- El Mar de los Basques-legendas, tradiciones y vida (1982)
- El mar de los Basques-Del golfo de Biscaya al Mediterráneo (junto a Juan Garmendia, 1982)
- Noventa crónicas de un viajero impenitente (1984)
- Guipúzcoa, excursiones y paseos (tomo I, con Jesús Elósegui, 1984)
- Guipúzcoa, excursiones y paseos (tomo II, con Jesús Elósegui, 1985)
- Fiestas, costumbres y leyendas de Navarra (1984)
- Aralar (1984)
- Aizkorri (1985)
- Gorbea (1986)
- El pastoreo en Guipúzcoa (1987)
- El Pirineo Vasco (1988)
- 25 excursiones por Álava (1987)
- 25 excursiones por Guipúzcoa (1987)
- Navarra de caminos, batallas y bandidos (1986)
- La Ruta de los Brujos (1986)
- La Vuelta a Navarra a pie (1988)
- Leyendas y tradiciones populares del País Vasco (1989)
- La Ruta del Peregrino (1989)
- Cien cumbres y rincones de la montaña vasca (1990)
- Paseos por Guipúzcoa (1991)
- Paseos desde Guipúzcoa (1992)
- Por la Rioja Alavesa a pie (1992)
- Las siete vírgenes negras de Guipúzcoa (1992)
- País Vasco-País Vasco (1992).[2]